# Georg Henrik af Melin

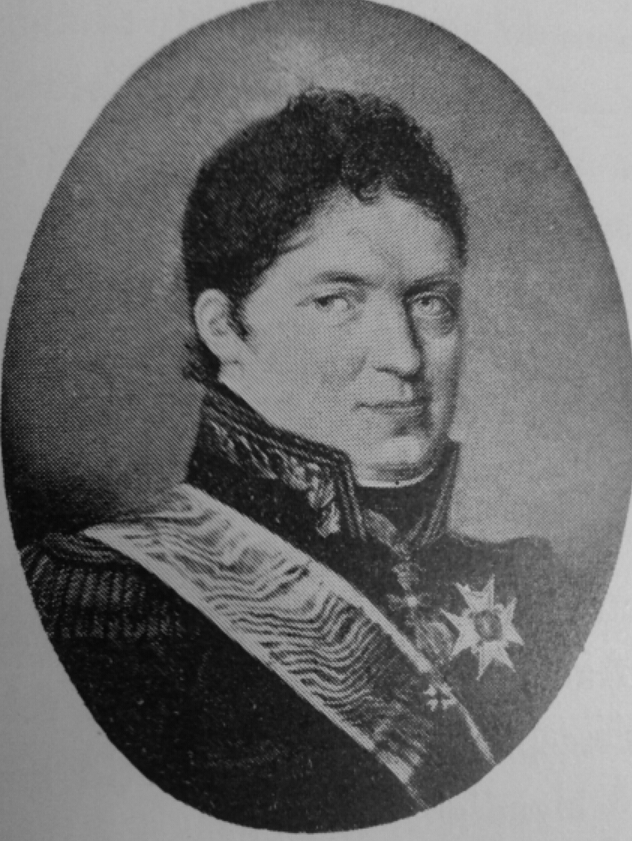
Georg Henrik af Melin

Georg Henrik af Melin, före adlandet Melin, född 24 maj 1769 i Stockholm, död 13 januari 1839 i Stockholm, var en svensk generalmajor. Under statskuppen 1809 sökte  han försvara kung Gustav IV Adolf, då denne arresterades av officerare under ledning av Carl Johan Adlercreutz på Stockholms slott.

## Biografi
af Melin blev volontär vid fortifikationsstaten den 1 maj 1779, kadett vid fortifikationsstaten den 1 januari 1783 och utnämndes till fänrik vid Södermanlands regemente den 19 juli 1784. Den 20 augusti 1788 blev af Melin sekundadjutant vid Södermanlands regemente och utnämndes till stabsadjutant hos generalmajoren greve Hugo Hamilton den 20 juli 1789. 1791 blev af Melin löjtnant i armén och blev detsamma vid sitt regemente den 19 december 1794. Den 10 juni 1794 blev af Melin utsedd till stabsadjutant till kung Gustav IV Adolf och, även samma dag, kapten i armén. I september 1796 tjänstgjorde af Melin som stabsadjutant hos hertig Fredrik Adolf och den 9 december 1801, blev af Melin såväl överadjutant hos den svenske kungen som major i armén. Den 16 februari 1802 befordrades af Melin till kapten vid Södermanlands regemente, till överstelöjtnant i armén den 9 april 1806 samt blev brigadchef i fältmätningskåren den 5 maj 1806. Den 12 maj 1806 blev af Melin generalkvartermästarlöjtnant och adlades den 6 juni 1806 med namnet af Melin. Han introducerades 1809 på Riddarhuset med nummer 2189 men slöt ätten vid sin död. Den 25 september 1807 blev af Melin överste i armén samt tjänstgjorde den 29 oktober 1808 som kungens generaladjutant. Den 14 juli 1812 blev af Melin sekundchef för ingenjörskåren, utnämndes till riddarhusdirektör den 7 december 1820 samt generalmajor i armén den 5 november 1821. Den 28 januari 1825 tilldelades af Melin Carl XIII:s orden, befordrades till chef för ingenjörskåren den 1 september 1837 samt utnämndes till inspektör över pionjärkåren den 11 september samma år. 
af Melin var ledamot av flera kommittéer och deltog även i Gustav III:s ryska krig samt finska kriget, då under fälttågen i Pommern 1805 och 1807 samt striderna på Åland 1808.

## Statskuppen 1809
Huvudartikel: statskuppen 1809
Den 13 mars 1809 blev Gustav IV Adolf överraskad av en grupp officerare under ledning av general Carl Johan Adlercreutz i sitt arbetsrum på Stockholms slott. Adlercreutz sade till kungen att han skulle "försäkra sig om konungens person". Kungen reagerade med att dra sin värja och ett tumult mellan denne och officerarna utbröt i rummet. Kungen ropade vid det tillfället på hjälp, vilket föranledde att livdragonerna rusade till undsättning. Generaladjutant af Melin förde befälet över dragonerna och när han kommit fram till kungens arbetsrum, drog han sin värja och ropade: "Fräls konungen och fäderneslandet". Ett tumult utbröt mellan de olika officerarna i dörren till rummet och vid det tillfället, tog Adlercreutz till sig af Melins befälsstav samt en sabel från en dragon. Genom att hålla upp sabeln befallde Adlercreutz dragonerna att ge sig av. Innan dragonerna gick, sade Adlercreutz till dem att ta med sig generaladjutant af Melin som fånge, vilket också skedde. Efter ett misslyckat flyktförsök blev kungen gripen på borggården av hovjägmästare von Greiff. Denna händelse var statskuppen 1809, vilken ledde till kungens avsättning och landsflykt.

## Privatliv
af Melin gifte sig första gången 1 maj 1807 med Vilhelmina von Mühlenfels. Efter skilsmässa 1816 gifte han om sig 3 mars 1818 med Leonilda Augusta Charlotta Dahlepil, med vilken han hade två barn. af Melin var mycket intresserad av forskning i historia och geologi och gjorde även egna teckningar till dessa privata projekt.